# Project：High Council
《Project：High Council》是一部2023年播出的马来西亚校园电视剧，由Anwari Ashraf和Zulaikha Zakaria联合执导，演员米鲁·艾曼、阿米尔·阿纳夫、纳德希·纳萨、纳英·丹尼尔、尤索夫·哈辛和黛颜·崔莎主演。剧情讲述了寄宿学校的黑帮和欺凌行为。该系列节目作为Astro Originals的作品之一，同时亦是《Project：Anchor SPM》（2021）的继作。剧集自2023年1月14日至2023年3月18日在Astro GO上播出，同年1月23日至2023年3月27日在Astro Ria重播。

## 剧情简介
Fakhri和Naim是两兄弟，但他们从小就失散。他们在久负盛名的寄宿学校Kolej Ungku Deramat（KUDRAT）再次相遇。他们都参加了一项名为“Pilihanraya”（有“选举”之意）的传统比赛，该比赛是秘密举行并由“高级委员会”（High Council）监督的。获胜者将被认为是KUDRAT中最强大最有权威的学生。
为了改变自己15岁时的意图，Fakhri这个聪明但又经常打架的学生被录取进入KUDRAT。然而，当Fakhri揭开学校传统背后的秘密时，间接让他成为了想要强化“高级委员会”等级制度的学生的主要目标。Fakhri决心制止学生中一切不公正和滥用权力的行为，因此他加入了“Pilihanraya”，以确定学校中的“KAPLA”，尽管他的选择对他来说太困难了......

## 演员阵容
- 米鲁·艾曼 饰演 Fakhri
- 阿米尔·阿纳夫 饰演 Naim
- 纳德希·纳萨 饰演 Kahar'
- 纳英·丹尼尔 饰演 Ayam
- 韩家濠 饰演 Jayden
- 黛颜·崔莎 饰演 Mia，Naim的前女友
- 阿米尔·阿莎拉夫（Ameer Asyraf） 饰演 Fahmi
- 尤索夫·哈辛 饰演 Amirr，Naim的好友

## 分集列表
| 集数 （No.） | 单元 | Astro GO播出日期 | Astro Ria播出日期 |
| ------------ | ---- | ---------------- | ----------------- |
| 1            |      | 2023年1月14日    | 2023年1月23日     |
| 2            |      | 2023年1月21日    | 2023年1月30日     |
| 3            |      | 2023年1月28日    | 2023年2月6日      |
| 4            |      | 2023年2月4日     | 2023年2月13日     |
| 5            |      | 2023年2月11日    | 2023年2月20日     |
| 6            |      | 2023年2月18日    | 2023年2月27日     |
| 7            |      | 2023年2月25日    | 2023年3月6日      |
| 8            |      | 2023年3月4日     | 2023年3月13日     |
| 9            |      | 2023年3月11日    | 2023年3月20日     |
| 10           |      | 2023年3月18日    | 2023年3月27日     |

## 电视剧原声带
《Project：High Council》已释出两首主题曲，并由World Peace娱乐发行。这两首歌曲都可以在所有数字平台上播放。

| 曲序     | 曲目                                          | 词曲                                              | 时长 |
| -------- | --------------------------------------------- | ------------------------------------------------- | ---- |
| 1.       | Test Drive（Firdaus Rahmat）                  | Iqie Hugh · Firdaus Rahmat · Omar K               | 3:44 |
| 2.       | KUDRAT（Sekumpulan Orang Gila · 纳英·丹尼尔） | Raja Nazrin Shah · Raja Nazmin Shah · 纳英·丹尼尔 | 3:35 |
| 总时长： | 总时长：                                      | 总时长：                                          | 7:19 |